# نیروهای مسلح هلند
نیروهای مسلح هلند (انگلیسی: Dutch Armed Forces) مجموعه نیروهای نظامی کشور هلند می‌باشد، که از نیروی دریایی پادشاهی هلند، ارتش پادشاهی هلند و نیروی هوایی پادشاهی هلند تشکیل می‌شود. نیروهای مسلح هلند فعالیت خود را از سال ۱۵۷۲ میلادی آغاز نمود.